# Viola kunawarensis
Viola kunawarensis är en violväxtart som beskrevs av John Forbes Royle. Viola kunawarensis ingår i släktet violer, och familjen violväxter. Inga underarter finns listade i Catalogue of Life.